# Find Me Guilty
Find Me Guilty is een Amerikaanse biografische misdaad-komediefilm uit 2006 onder regie van Sidney Lumet. Het verhaal hiervan is gebaseerd op het langste maffia-proces in de Verenigde Staten ooit, 'US vs. Accetturo'. Lumet werd voor de film genomineerd voor de Gouden Beer van het Filmfestival van Berlijn 2006.

## Verhaal
Jackie DiNorscio kijkt aan tegen een serie van aanklachten. Ook al zit hij op dat moment al een dertigjarige celstraf uit, hij beslist toch om zijn 'familie' niet te verraden en het niet op een akkoordje te gooien met de openbare aanklager. Het proces krijgt een eigenaardig verloop wanneer DiNorscio besluit om zichzelf te verdedigen en af te zien van een advocaat.

## Rolverdeling
- Vin Diesel - Jackie DiNorscio
- Alex Rocco - Nick Calabrese
- Frank Pietrangolare - Carlo Mascarpone
- Richard DeDomenico - Tom Napoli
- Jerry Grayson - Jimmy Katz
- Tony Ray Rossi - Joe Bellini
- Vinny Vella - Graziedei
- Paul Borghese - Gino Mascarpone
- Frank Adonis - Phil Radda
- Nicholas A. Puccio - Alessandro Tedeschi
- Frankie Perrone - Henry Fiuli
- Salvatore Paul Piro - Mike Belaggio
- Peter Dinklage - Ben Klandis
- Richard Portnow - Max Novardis
- James Biberi - Frank Brentano